# Championnat de Bolivie de football 1987
Navigation
Saison précédente Saison suivante
La saison 1987 du Championnat de Bolivie de football est la treizième édition du championnat de première division en Bolivie. Le championnat se dispute en quatre phases :
- les quatorze équipes jouent les unes contre les autres deux fois, à domicile et à l'extérieur, au sein d'une poule unique. Les huit premiers se qualifient pour la deuxième phase.
- lors de la deuxième phase, les huit clubs sont répartis en deux groupes, où chaque équipe joue à nouveau deux fois contre leurs adversaires.  Les deux premiers de chaque groupe obtiennent leur billet pour la troisième phase.
- la phase finale est jouée sous forme de coupe, avec demi-finales et finales jouées en matchs aller et retour.
- enfin, le titre se dispute entre le club premier à l'issue de la phase régulière et le vainqueur de la phase finale, si ce n'est pas le même club.

C'est le club de Bolivar La Paz qui remporte la compétition après avoir battu en finale nationale Oriente Petrolero. C'est le cinquième titre de champion de l'histoire du club, le quatrième en six ans.

## Qualifications continentales
Le champion se qualifie pour la phase de groupes de la Copa Libertadores 1988, tout comme le club classé en tête à l'issue de la première phase. Comme ici Bolivar La Paz a raflé les deux accessits, c'est le finaliste du championnat, Oriente Petrolero, qui obtient sa qualification.

## Les clubs participants
| - Jorge Wilstermann Cochabamba - Aurora Cochabamba - San José Oruro - Oriente Petrolero - Bolivar La Paz - Real Santa Cruz - Destroyers Santa Cruz | - Ciclón Tarija - Club Always Ready - Promu de Primera B - Club Blooming - The Strongest La Paz - Petrolero Cochabamba - Universitario de Sucre - Litoral La Paz |

## Compétition

### Première phase
Le barème utilisé pour établir le classement est le suivant :
- Victoire : 2 points
- Match nul : 1 point
- Défaite : 0 point

| Rang | Équipe                       | Pts | J  | G  | N  | P  | Bp | Bc | Diff |
| ---- | ---------------------------- | --- | -- | -- | -- | -- | -- | -- | ---- |
| 1    | Bolivar La Paz               | 38  | 26 | 18 | 2  | 6  | 60 | 24 | +36  |
| 2    | Oriente Petrolero            | 34  | 26 | 13 | 8  | 5  | 54 | 32 | +22  |
| 3    | Petrolero Cochabamba         | 32  | 26 | 12 | 8  | 6  | 37 | 30 | +7   |
| 4    | The Strongest La PazT        | 29  | 26 | 13 | 3  | 10 | 48 | 29 | +19  |
| 5    | Litoral La Paz               | 28  | 26 | 11 | 6  | 9  | 42 | 37 | +5   |
| 6    | Destroyers Santa Cruz        | 28  | 26 | 11 | 6  | 9  | 27 | 27 | 0    |
| 7    | Club Always ReadyP           | 26  | 26 | 7  | 12 | 7  | 26 | 23 | +3   |
| 8    | Club Blooming                | 25  | 26 | 10 | 5  | 11 | 29 | 26 | +3   |
| 9    | Jorge Wilstermann Cochabamba | 24  | 26 | 8  | 8  | 10 | 28 | 27 | +1   |
| 10   | Real Santa Cruz              | 23  | 26 | 9  | 5  | 12 | 30 | 33 | -3   |
| 11   | San José Oruro               | 21  | 26 | 9  | 3  | 14 | 26 | 57 | -31  |
| 12   | Aurora Cochabamba            | 19  | 26 | 7  | 5  | 14 | 32 | 47 | -15  |
| 13   | Ciclón Tarija                | 19  | 26 | 7  | 5  | 14 | 26 | 45 | -19  |
| 14   | Universitario de Sucre       | 18  | 26 | 5  | 8  | 13 | 18 | 46 | -28  |

|  | Qualification pour la Copa Libertadores 1988 et la deuxième phase |
|  | Qualification pour la deuxième phase                              |
|  | T: Tenant du titre P: Promu de Primera B                          |

### Deuxième phase
| Rang | Équipe               | Pts | J | G | N | P | Bp | Bc | Diff |
| ---- | -------------------- | --- | - | - | - | - | -- | -- | ---- |
| 1    | The Strongest La Paz | 8   | 6 |   |   |   |    |    |      |
| 2    | Litoral La Paz       | 7   | 6 |   |   |   |    |    |      |
| 3    | Bolivar La Paz       | 7   | 6 |   |   |   |    |    |      |
| 4    | Club Always Ready    | 2   | 6 |   |   |   |    |    |      |

| Rang | Équipe                | Pts | J | G | N | P | Bp | Bc | Diff |
| ---- | --------------------- | --- | - | - | - | - | -- | -- | ---- |
| 1    | Destroyers Santa Cruz | 8   | 6 |   |   |   |    |    |      |
| 2    | Oriente Petrolero     | 6   | 6 |   |   |   |    |    |      |
| 3    | Club Blooming         | 5   | 6 |   |   |   |    |    |      |
| 4    | Petrolero Cochabamba  | 5   | 6 |   |   |   |    |    |      |

- Les classements sont incomplets. Les critères de relégation ne sont pas précisés.

### Phase finale
Demi-finales :
| Équipe 1              | Résultat | Équipe 2          | Aller | Retour |
| --------------------- | -------- | ----------------- | ----- | ------ |
| The Strongest La Paz  | 3 - 4    | Oriente Petrolero | 2 - 1 | 1 - 3  |
| Destroyers Santa Cruz | 2 - 1    | Litoral La Paz    | 1 - 0 | 1 - 1  |

Finale :
| Équipe 1              | Résultat | Équipe 2          | Aller | Retour |
| --------------------- | -------- | ----------------- | ----- | ------ |
| Destroyers Santa Cruz | 2 - 4    | Oriente Petrolero | 1 - 1 | 1 - 3  |

### Finale pour le titre
| Équipe 1       | Résultat | Équipe 2          | Aller | Retour | Appui |
| -------------- | -------- | ----------------- | ----- | ------ | ----- |
| Bolivar La Paz | 11 - 5   | Oriente Petrolero | 6 - 0 | 0 - 3  | 5 - 2 |

## Bilan de la saison
| Championnat de Bolivie de football 1987 |                           |
| Champion                                | Bolivar La Paz (5e titre) |
| Qualifications continentales            |                           |
| Copa Libertadores 1988                  | Bolivar La Paz            |
| Copa Libertadores 1988                  | Oriente Petrolero         |
| Promotions et relégations               |                           |
| Promus en Primera A                     | Aucun                     |
| Relégués en Primera B                   | Petrolero Cochabamba      |